# Топ са устима у облику зделе
Топ са устима у облику зделе (кин: 碗口铳), рано кинеско ватрено оружје коришћено од 14. до 17. века.

## Историја
Отприлике у исто време када се у Европи појављују први топови у облику вазе (од 1326), у Кини се израђују слични топови са устима у облику зделе. Португалски морнари који су 1521. године у поморској бици код Кантона видели ове топове у акцији на кинеским бродовима, приметили су велику сличност са старинским европским топовима у облику вазе.
Први топови овог типа произведени су у Кини династије Јуан крајем 13. и почетком 14. века. Међутим, док је развој топова у Европи одмах (већ средином 14. века) кренуо у правцу развоја масивних опсадних оруђа (бомбарди), кинески топови династије Минг (1368-1644) развијали су се само у правцу лаких оруђа, намењених за дејство против живе силе. Производили су се ручни топови, којима је масовно наоружана пешадија, и лаки топови (такозвани топ са устима у облику зделе). Од 1380. државни арсенал у престоници производио је годишње по 1.000 бронзаних топова са устима у облику зделе и 1.000 бронзаних ручних топова.

### Карактеристике
За разлику од ручних топова, топови са устима у облику зделе гађали су са дрвеног постоља: већина оруђа била је лакша од 10 кг, а највећи сачувани примерци не прелазе 75 кг. Највећи сачувани топови су три изливена 1377, дужине 100 цм, калибра 21 цм, са по две ручке изливене на оба краја, тако да су их могла понети четворица војника.
Уз то, сви сачувани кинески топови произведени 1332-1444. имали су необично кратке цеви, већином само 35-45 цм, без обзира на калибар. Док је ова дужина цеви сасвим прихватљива за малокалибарске ручне топове (калибра 15-25 мм, са цеви дугом 10-25 калибара), она је сувише кратка за топове већег калибра (10-13 цм, са цеви дугом свега 3-4 калибра). Највећи кинески топови тог периода били су дуги 74 цм (из 1368, калибра 7 цм), 63 цм (из 1375, калибра 11 цм) и 100 цм (из 1377, калибра 21 цм), али они су изузетак.
Кинески великокалибарски топови са устима у облику зделе били су већином веома кратка оруђа: због кратке цеви били су кратког домета и мале прецизности. Сачувани бродски топ из 1372. био је тежак 15,75 кг, дуг само 36 цм и калибра 11 цм. Већина топова овог типа, коришћена на бродовима и градским бедемима, била је масе од 8.35 до 26.5 кг - тако да су их са лакођом могла понети само два војника.
У свом делу Нова књига о ратној вештини (друго издање из 1584), кинески генерал Чи Чикуанг писао је да зделасти топови због своје кратког трбуха (цеви), великих уста (калибра) и кратког врата (барутне коморе) морају имати цев дужине најмање 3 чи (око 1 м) да би били корисни.

### Употреба
Тако је династија Минг већ у 14. веку имала преко 100.000 ручних и на хиљаде великокалибарских топова, али су они били лаки, кратког домета и мале ватрене моћи. Већина  топова била је толика, да су их са лакоћом могла пренети само два војника. Из сачуваних описа опсада у рату Минга и Јуана (1350-1368), види се да су главно опсадно оружје остали катапулти са гвозденим бомбама, док су топови коришћени само против војника на бедемима, а из описа поморских битака види се да бродски топови нису могли да потапају бродове, већ само да побију посаду и запале једра и дрвене делове опреме.
Тако је војска династије Минг већ средином 14. века имала веома бројно, али веома лако ватрено оружје кратког домета и мале ватрене моћи. Ручни топови коришћени су масовно, али није развијен никакав облик табана, тако да се аркебузе и мускете нису развиле у Кини. На том стадијуму развоја кинеско ватрено оружје остаће 150 година, све до првог контакта са Европљанима у првој четвртини 16. века. 
Сачувани португалски извештаји из 1521. наводе да Кинези на бродовима уопште нису имали бомбарде, већ само неупотребљиве топове у облику вазе. Након пораза од мале португалске флоте у поморској бици код Кантона (8 септембра 1521) у Кини је одмах почела производња тешких топова по европском узору, такозваних франачких топова (1522. код Кантона су уништена 2 португалска брода и заробљено више топова), али је њихов број остао мали све до пада династије Минг (1644). Један кинески официр је током рата са Манчуима (1629), који се завршио падом династије Минг, написао да је домет кинеских топова мањи од домета варварских стрела, и тражио је да му се хитно пошаљу топови западног типа. Сликовито је описао да је код кинеских топова најважније примаћи се непријатељу што ближе, док је са западњачким топовима најважније остати што даље.
Зделасти топови (кин: 大湾口, чита се Да Ванкоу) коришћени су као наоружање на ратним бродовима династије Минг, пошто је велики број направљен у ту сврху током владавине цара Хунг-вуа (1368-1398). Океански бродови адмирала Џенг Хеа (1405-1433) били су наоружани са по 20 ручних топова, 16 лаких топова и 4 зделаста топа. Један део постојећих зделастих топова преправљен је у модерније франачке топове у периоду 1528-1564.